# 平原康多
平原 康多（ひらはら こうた、1982年6月11日 - ）は、日本の元競輪選手。現役時代は日本競輪選手会埼玉支部所属、ホームバンクは西武園競輪場。日本競輪学校（当時。以下、競輪学校）第87期生。師匠は太田耕二（太田真一の兄）。父の康広は元競輪選手（28期。弥彦競輪場を拠点としていた）、弟の平原啓多は競輪選手（97期）。

## 来歴
東京都東村山市で生まれ、2歳から14歳までは競輪場がある弥彦村に隣接した岩室村（現在の新潟市西蒲区）で育った。
15歳の時に埼玉県狭山市に転居。競輪選手であった父の影響から自転車競技を始め、埼玉県立川越工業高等学校在学時にはジュニア世界選手権に出場している。第87期生として入学した競輪学校では、全生徒中最終バック先頭回数が最も多かったことや恵まれた体格もあり、同期の中で最も将来性がある生徒と目されていた。
2002年8月5日、西武園競輪場でデビューし、初出走で初勝利。2004年1月にはS級へ昇進し、同年のヤンググランプリに出場（7着）。翌年のヤンググランプリでは山崎芳仁に続く2着となり、2006年頃からGIやGIIの常連となった。
2006年8月に開催されたふるさとダービー（富山競輪場）では、本命を背負った武田豊樹を相手に逃げ切り優勝。また、同年の全日本選抜競輪決勝では3着に入り、初のGI表彰台を経験した。2008年にはS級S班の初代18名に選出され、獲得賞金4位でKEIRINグランプリに初出場（KEIRINグランプリ08）。井上昌己の2着に入賞する。
2009年、高松宮記念杯決勝では武田豊樹の番手を回り、最終2センターからの番手捲りでGI初優勝を飾る（埼玉勢のタイトルホルダーは太田真一以来）。その後、寬仁親王牌とオールスター決勝では平原・武田・神山雄一郎の並びで挑み、神山の連続2着と武田のオールスター優勝に貢献。同年11月には競輪祭で初優勝しGI2つ目のタイトル獲得。翌2010年の高松宮記念杯では再び武田の番手を回り、連覇を達成した。
2011年と2012年は目立った活躍がなくグランプリ出場を逃すが、2013年の全日本選抜競輪決勝で3年ぶりにGI優勝を果たす。2014年は前年12月に起こったSS11の移籍騒動に加担したとして、同年5月1日から8ヶ月間の競走出場自粛を言い渡されるが、後に自粛期間が3ヶ月に短縮され、8月より競走に復帰した。
その後、競輪祭（2014年、2016年）、全日本選抜競輪（2017年）、寛仁親王牌（2021年）、共同通信社杯（2018年）と多くのタイトルを獲得し、10年連続でS級S班の地位を維持し続けた。この間のグランプリでは2021年に2着に入ったほか、2020年（5着）には脇本雄太の後位を回り注目を集めた。競輪祭では2013年から2020年まで8年連続で決勝進出した。
2023年は相次ぐ落車の影響で故障に苦しみ、GIの決勝に進めたのはオールスター（7着）のみだった。賞金ランキングでも上位に入れなかったうえに競輪祭も予選敗退したことで、10年連続で続けてきたS班からの降格が決まった。
2024年3月1日、玉野記念2日目第8レース（二次予選）にて勝利し、通算500勝を達成。S級創設（1983年4月）以降女子（4人）も含めて通算54人目の記録で、登録日から21年9か月（デビュー日を含まない）での達成であった。そして5月5日には、吉田拓矢の番手から、約10年前のフレームで日本選手権競輪を初優勝し、グランドスラムに王手をかけた（残るはオールスター）。この3年ぶりのGI制覇をもって、わずか1年でS班復帰を果たすことにもなった。5月22日には西武園競輪場にて通算500勝達成表彰式と日本選手権競輪優勝報告会が行われた。ちなみにこの年には誘導員の免許を取得し、8月28日の西武園ミッドナイトFIIにて先頭誘導員デビューも果たした。
大けがと腰のヘルニアに悩まされたこともあり、2025年5月4日・名古屋にて開催されたGI・第79回日本選手権競輪最終日第9レース（優秀）5着となったのを最後に引退を決意。グランドスラムまであと1つとしていたが、5月23日未明に引退することを公表し、同日選手会埼玉支部に選手手帳を返納した。S級S班のままの引退は、2012年の山口幸二（岐阜・62期）以来13年ぶり。最後の勝利は2025年3月6日の玉野記念初日特選であった。
2025年5月30日、選手登録消除。通算戦績は1614戦511勝、優勝61回（うちGI9回）。通算獲得賞金は17億1407万2900円。同年7月30日、日本名輪会に新規社員として入会。
8月、第68回オールスター競輪の前検日には、初めて選手取材をした。

## 主な獲得タイトルと記録
- 2009年 - 高松宮記念杯競輪（大津びわこ競輪場）、朝日新聞社杯競輪祭（小倉競輪場）
- 2010年 - 高松宮記念杯競輪（大津びわこ競輪場）
- 2013年 - 読売新聞社杯全日本選抜競輪（松山競輪場）
- 2014年 - 朝日新聞社杯競輪祭（小倉競輪場）
- 2016年 - 朝日新聞社杯競輪祭（小倉競輪場）
- 2017年 - 読売新聞社杯全日本選抜競輪（取手競輪場）
- 2021年 - 寬仁親王牌・世界選手権記念トーナメント（弥彦競輪場）
- 2024年 - 日本選手権競輪（いわき平競輪場）
- 通算500勝達成（表彰対象） - 2024年3月1日、玉野競輪場
- S級S班通算在籍最多 - 15回（2008 - 2011、2014 - 2023、2025年）[31]
- S級S班連続在籍最長 - 10年（2014 - 2023年）[31]
- 同一グレードレース最多優勝 - 9回（GIII東日本発祥 倉茂記念杯、大宮競輪場・2008、2010、2011、2013、2015、2020 - 2022）

## 人物
現役時代は、自力自在の競走を主とした。若手時代は先行主体の自力選手として活躍し、「徹底先行の平原康多」として紹介されることもあった。トップスピードに達してからの持久力は評価が高く、他の選手を自ら横の動きで捌くことも多かった。平原自身は「徹底先行から自力自在の感じに変えてから1着が増えてきた」と述べている。
現役中盤であった2010年代は、武田豊樹（年上だが1期下）とのコンビは「（関東）ゴールデンコンビ」と呼ばれ、その時々で前後を入れ替えてタイトルを量産した。後閑信一が東京に移籍した理由の一つとして、平原との関係を一層深めたかったからという見方もある。
後期は「関東の総大将」と呼ばれる、関東地区の精神的にも支える中心人物であった。番手戦が中心となり、2022年4月から引退までの優勝は全て吉田拓矢の番手からの優勝である。本人の番手だけでなく、関東地区のまとめ役としての一面も持っていた。晩年となった2020年のスーパープロピストレーサー賞では、関東の中で長らく確執があったとされる諸橋愛と木暮安由を和解に導いている。また、マスコミに対しての受け答えが非常に良いことから、いわゆる「シンパ」の記者が少なくなかった。
オールスター競輪ファン投票では、3度1位になった（2017年、2021・2022年）。引退した2025年（応募期間4月11日から5月11日）は11位だった。